# Tomasz Kammel
Tomasz Kammel (ur. 12 lipca 1971 w Cieplicach Śląskich-Zdroju), do 2004 Tomasz Kamel – polski prezenter telewizyjny, dziennikarz, producent, scenarzysta, trener i okazjonalnie aktor. Założyciel Stowarzyszenia Profesjonalnych Mówców w Polsce, członek Polskiego Towarzystwa Trenerów Biznesu.

## Życiorys

### Rodzina i edukacja
Urodził się w Cieplicach Śląskich-Zdroju. Jest synem Anny Hetmanek-Kamel (ur. 1946) i Christiana Kammela (wcześniej Bronisława Christiana Kamela, zm. w grudniu 2021), który w dorosłym życiu syna pełnił stanowisko jego menedżera. Ma przyrodniego brata Fryderyka (ur. 1996).
Po ukończeniu Szkoły Podstawowej nr 4 w Jeleniej Górze uczęszczał do Zespołu Szkół Licealnych i Mistrzostwa Sportowego w Karpaczu. Po maturze wyjechał w celach zarobkowych do Niemiec, gdzie mieszkał przez rok. W młodości trenował narciarstwo alpejskie. Ukończył germanistykę z tytułem magistra w Wyższej Szkole Pedagogicznej w Zielonej Górze. W okresie wakacyjnym podczas studiów wyjeżdżał do Monachium, gdzie pracował w zakładach BMW.

### Kariera zawodowa
Będąc studentem, prowadził audycje radiowe w Muzycznym Radiu FM. Następnie przeprowadził się do Warszawy, gdzie pracował w Radiu Wawa.

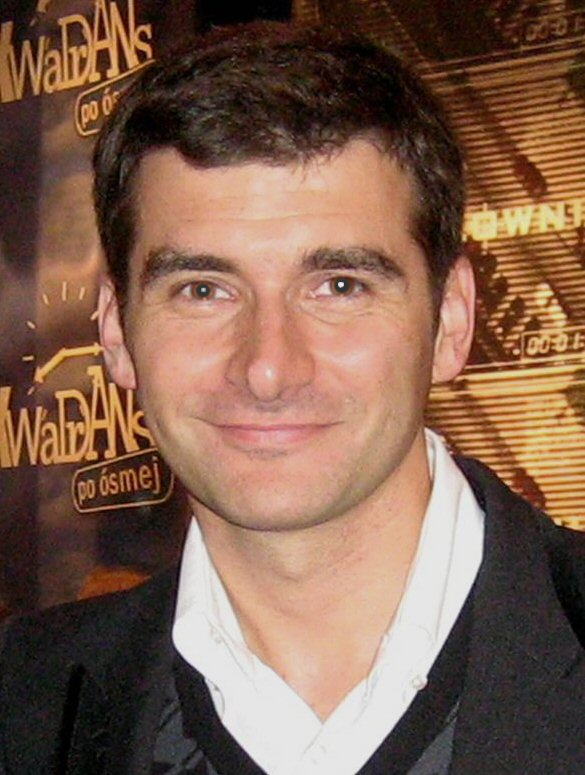
Kammel (2007)

W 1997 rozpoczął pracę w Telewizji Polskiej. Przygotowywał i współprowadził z Karoliną Korwin Piotrowską magazyn filmowy Filmidło. Później był gospodarzem wielu programów rozrywkowych stacji: Randka w ciemno (1998–2005), Wykrywacz kłamstw, Miasto marzeń (2005), Show Express, Sekrety rodzinne (2006–2007), a także prowadził serwis informacyjny Teleexpress (2004–2005). Między 1997 a 2007 był prezenterem studia oprawy TVP1. Razem z Piotrem Kraśką przygotowywał relację z Rajdu Paryż-Dakar w 2002. Był konferansjerem podczas licznych festiwali w Polsce, takich jak m.in. Festiwal Jedynki, Sopot Festival i Krajowy Festiwal Piosenki Polskiej w Opolu. Wspólnie z Nataszą Urbańską prowadził Rewię Sylwestrową 2005/2006. 1 sierpnia 2007 prowadził koncert Nadzieja to my organizowany przez TVP1 w Częstochowie.
Równocześnie z pracą w TVP działał także poza telewizją. W 2001 premierę miała książka pt. Dyskretny urok wystąpień publicznych, którą współtworzył z Robertem Kroolem i Piotrem Kraśką. W 2004 prowadził audycję Znaki szczególne w Radiowej Trójce. W 2005 zaczął prowadzić własną działalność gospodarczą w zakresie doradztwa biznesowego pod nazwą Media Faces i został wykładowcą metodyki dziennikarstwa telewizyjnego oraz autoprezentacji i wystąpień publicznych w Instytucie Dziennikarstwa Wyższej Szkoły Humanitas w Sosnowcu, a premierę miała kampania medialna Zwolnij. Szkoda życia, organizowana przez Telewizję Polską i Stowarzyszenie Misie Ratują Dzieci, której był pomysłodawcą.
14 września 2007 TVP poinformowała o rozwiązaniu umowy z prezenterem. Media podawały, że zwolnienie było spowodowane udziałem Kammela w szóstej edycji programu rozrywkowego Taniec z gwiazdami emitowanego w TVN i jego wcześniejszą rezygnacją z występu w programie TVP2 Gwiazdy tańczą na lodzie, choć on sam po latach w wywiadzie dla Eska Rock ujawnił, że stracił pracę ze względu na odmowę współpracy przy programie Przebojowa noc. Siedem miesięcy później powrócił do pracy w TVP, dla której poprowadził programy telewizyjne TVP2: Pytanie na śniadanie (2008–2009) i Dzieciaki górą! (2008–2009) oraz cykl koncertów Hity Na Czasie 2008 i Sopot Hit Festiwal 2008.
8 maja 2009 TVP ponownie rozwiązała umowę z Kammelem. Zatrudnił się wówczas w telewizji Polsat, dla której w 2010 współprowadził program Stand up. Zabij mnie śmiechem. W tym samym roku nakręcił także pilotażowy odcinek programu Kammel do wynajęcia, jednak format ostatecznie nie trafił na antenę. W latach 2011–2012 prowadził audycję Kammel Show w Radiu Złote Przeboje, w 2011 wydał również poradnik pt. Jak występować... nie tylko w telewizji.

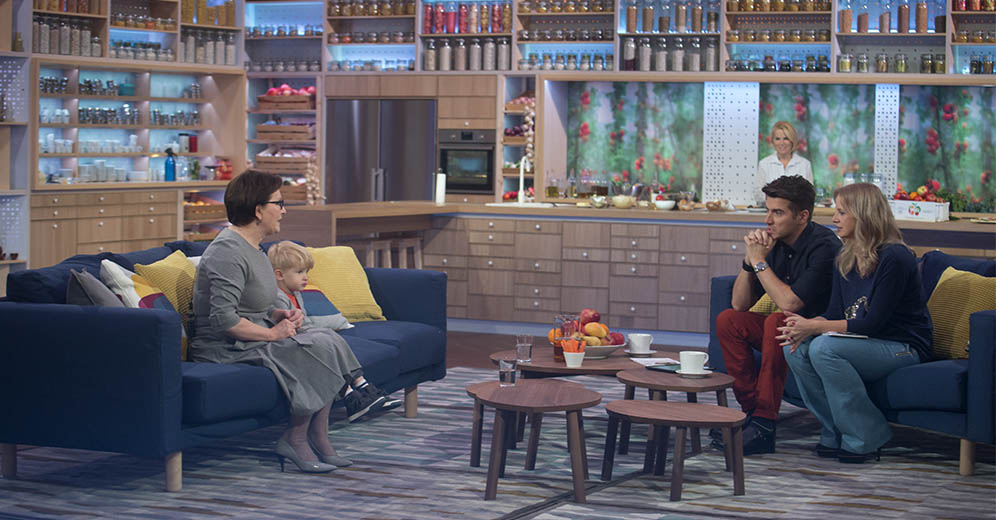
Kammel w programie Pytanie na śniadanie w TVP2 (2015)

17 marca 2011 powrócił do TVP, dla której przez kolejne lata prowadził lub współprowadził programy: A normalnie o tej porze (2011), Pytanie na śniadanie (2011–2024), The Voice of Poland (2013–2023), Tylko ty! (2014), The Voice Kids (2018–2024), Dance Dance Dance (2019–2020), The Voice Senior (2019), To był rok! (2021) i Wiesz czy nie wiesz? (2023), poza tym był kapitanem jednej z drużyn w teleturnieju Kocham cię, Polsko! (2016–2018). W styczniu 2024 zakończył współpracę z TVP.
W 2014 zaczął prowadzić kanał na serwisie YouTube, na którym dzielił się wskazówkami dotyczącymi wystąpień publicznych i opowiada o relacjach międzyludzkich; publikuje je pod nazwą Kammel Czanel. W latach 2015–2019 prowadził szkolenia o tematyce prezentacji i wystąpień publicznych w Krajowej Szkole Administracji Publicznej im. Prezydenta Rzeczypospolitej Polskiej Lecha Kaczyńskiego. Od września 2019 do kwietnia 2020 współpracował z Radiem Zet, w którym był lektorem i gospodarzem Loterii marzeń oraz prowadzącym audycję poradnikową Kammel Czanel, w której dzielił się własnym doświadczeniem konferansjerskim i doradzał słuchaczom, jak odnaleźć się w mniej lub bardziej oczywistych sytuacjach.
W 2018 wydał książkę poradnikową pt. Moc w gębie. Jak gadać, żeby się dogadać, w której m.in. opisał techniki przygotowywania wystąpień publicznych i która od czasu premiery sprzedała się w ponad 14 tys. egzemplarzach. W październiku 2021 wydał książkę pt. Dogadajmy się, w której poruszył temat komunikacji.
We wrześniu 2024 dołączył do redakcji internetowego Kanału Zero, w której współprowadził program poranny 7:00 oraz prowadzi format wieczorny, do którego zaprasza gości, i autorski cykl wideofelietonów pt. Telekammela.

## Życie prywatne
Do 2015 był związany z Katarzyną Niezgodą, wieloletnią członkinią zarządu i wiceprezesem zarządu Banku BPH.

## Publikacje
- „Dogadajmy się”, 2021, Altenberg ISBN 978-83-66747-34-0
- „Moc w gębie. Jak gadać, żeby się dogadać”, 2018, Altenberg, ISBN 978-83-952354-1-2
- „Jak występować publicznie … nie tylko w telewizji”, 2011, G+J, ISBN 978-83-7778-093-0

## Filmografia
Aktor
- 2004: Długi weekend (seria Święta polskie) jako gospodarz „Randki w ciemno”
- 2008: Stracony czas jako Julian
- 2020: Trolle 2 jako Dickory

Aktor gościnnie
- 1998: Klan jako on sam (odc. 74)
- 2002: Na dobre i na złe jako on sam (odc. 111 „Ambulans w potrzasku”)
- 2007: Faceci do wzięcia jako Krzysztof, prezenter Rozmów o poranku (odc. 25 „Rozmowy o poranku”)
- 2012: Ja to mam szczęście! jako on sam (odc. 39)